# Gabriel Deluc
Gabriel Deluc (Saint-Jean-de-Luz, 1º ottobre 1883 – Souain-Perthes-lès-Hurlus, 15 settembre 1916) è stato un pittore francese.

## Biografia
Jean-Marie Gabriel Deluc era figlio di Jean-Baptiste Deluc e di Marie-Baptiste Davagnier. Nato nella regione atlantica dei Bassi Pirenei, sin dall'infanzia palesò uno spiccato talento per il disegno e per la pittura. Nel 1898, all'età di 15 anni, fu notato dal pittore Léon Bonnat che lo affidò alle cure di Philippe Jolyet, direttore della Scuola comunale di disegno di Bayonne. Due anni dopo il giovane Deluc iniziò a studiare nell'atelier di Bonnat a Parigi e, nel 1903, venne ammesso definitivamente come allievo dell'École des Beaux-Arts.
Dal 1904 al 1912 Deluc visse ne La Ruche, la celebre cittadella degli artisti, nel XV arrondissement. Il suo tenore di vita era penoso, ma Deluc frequentò ugualmente degli artisti che sarebbero in seguito divenuti importanti nella storia dell'arte, e fra essi in particolare alcuni originari dell'impero russo, come: Ossip Zadkine, Marc Chagall, e soprattutto Alexandre Altmann, del quale divenne amico e con lui soggiornò nei Paesi Baschi durante alcune estati. Lo scultore Charles-Arthur Müller, che proveniva dalla Lorena e che era anche lui un pensionato de La Ruche, realizzò un suo busto.
La sua prima uscita come pittore avvenne nel 1906 al "Salon des artistes français" e gli procurò una menzione d'onore per il suo quadro "Intimité". Gli fu anche assegnato un premio d'incoraggiamento di 500 franchi. Negli anni che seguirono Deluc espose regolarmente al Salon e quindi al "Salon degli indipendenti".
Nel 1908 donò alla sua città natale una grande tela decorativa: "Il pastore di capre" (Le Chevrier), e due anni dopo presentò al Salon degli artisti francesi un altro lavoro di ampie dimensioni: La danza (o La danza nel bosco sacro). Questa tela venne acquistata dal mecenate Edmond de Rothschild che, a sua volta, ne fece omaggio alla città di Bayonne.
Nel 1912, espose al Casino di Saint-Jean-de-Luz e nel 1913 presentò gran parte dei suoi lavori alla galleria Devambez. Contemporaneamente espose al Salon due ritratti: Portrait de M.lle H.C. e Portrait de M.me V.. Il primo di questi ritratti gli valse una medaglia d'argento e un premio speciale di 1 000 franchi.
Il 3 settembre del 1913 Deluc sposò Thérèse Mahé, a Parigi, nel municipio del XVI arrondissement. L'anno seguente espose ancora al Salon due grandi quadri, La primavera e il Ritratto di M.me G.D.. Ma nel frattempo era scoppiata la guerra e Deluc fu arruolato nell'esercito francese, inizialmente come infermiere.
Ben presto però (1915) fu inviato al fronte in zona di operazioni, dove fu promosso sergente il 5 marzo 1916 e poi, dopo soli tre mesi, sotto-tenente.
Gabriel Deluc cadde durante una ricognizione, nei pressi di Souain-Perthes-lès-Hurlus, il 15 settembre del 1916. Aveva 33 anni.
I suoi ultimi lavori sono dunque degli schizzi presi dal vivo nelle trincee e a volte durante le offensive.
Maurice Ravel gli dedicò la Forlane, terzo brano della suite per pianoforte Le Tombeau de Couperin.
Vittima della prima guerra mondiale, Deluc ebbe una carriera troppo breve, seppur costellata di numerose partecipazioni a mostre ed esposizioni, sia in Francia che all'estero. Profondamente legato alla sua terra natale sino ad essere considerato come uno dei fondatori della pittura basca del XX secolo, Deluc fu certamente
il più giovane artista appartenente alla "Scuola di Bayonne".

## Opere
Una buona parte delle opere di Gabriel Deluc è a tutt'oggi irreperibile, ma esistono diverse cartoline di quadri da lui esposti al "Salon des artistes français".
Il Museo d'arte di San Paolo del Brasile presenta erroneamente un quadro di Deluc del 1917 (!).

### Opere in collezioni pubbliche
- Bayonne, Museo Bonnat-Helleu: Portrait de Charles Deluc, 1904, olio su tela, 32,5 × 40,5 cm
- Bayonne, Museo Bonnat-Helleu: Intimité, 1906, olio su tela, 135 × 230 cm
- Saint-Jean-de-Luz, municipio: Le Chevrier, 1908, olio su tela, 143 × 322 cm
- Bayonne, Museo Bonnat-Helleu: La Danse, 1910, olio su tela, 192 × 250 cm
- Bayonne, Museo Bonnat-Helleu: Le Lac, 1912, olio su tela, 130 × 160 cm
- Parigi, Musée d'Orsay: Jeunesse, 1913, olio su tela, 155 × 302 cm
- Montfort-l'Amaury, Le Belvédère, casa-museo di Maurice Ravel: Daphnis et Chloé, 1913, olio su cartone, 33 × 44 cm
- Melun, Prefettura: Le Pont de Socoa, 1914, olio su tela, 100 × 130 cm
- Bayonne, Museo basco e della storia di Bayonne: Portrait de Madame Garrabé, non datato, olio su tela, 46 × 55 cm

## Galeria d'immagini

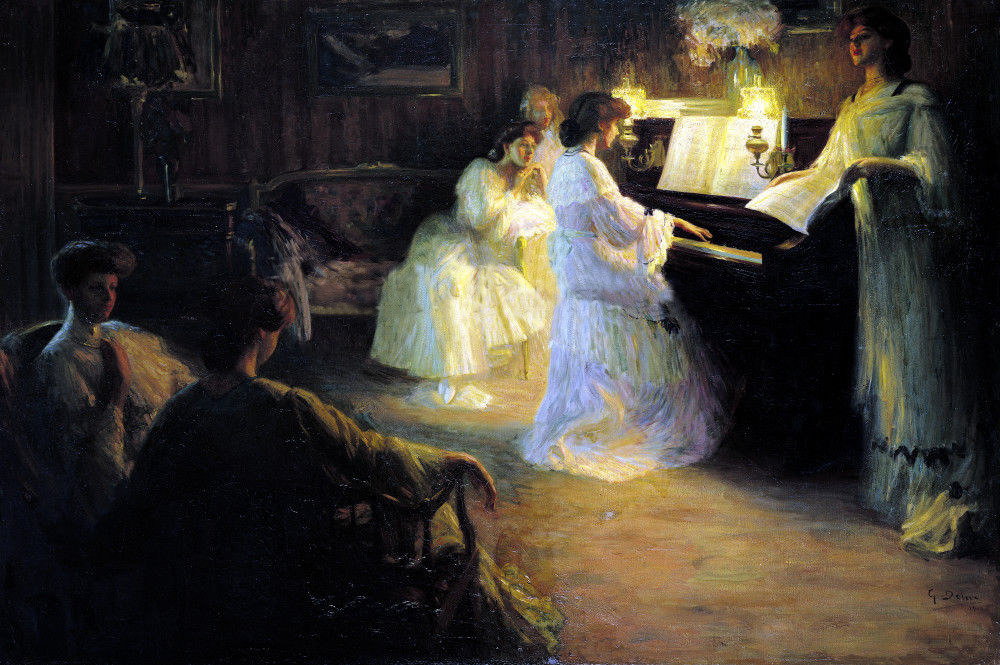
Intimità
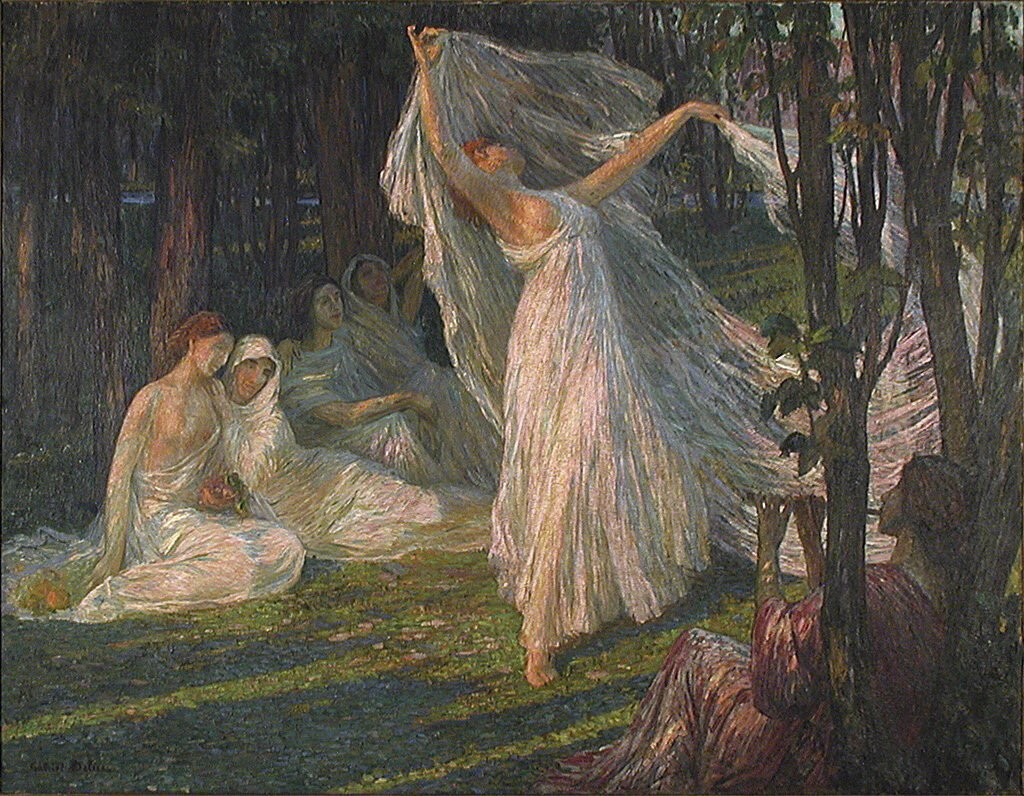
La danza nel bosco sacro
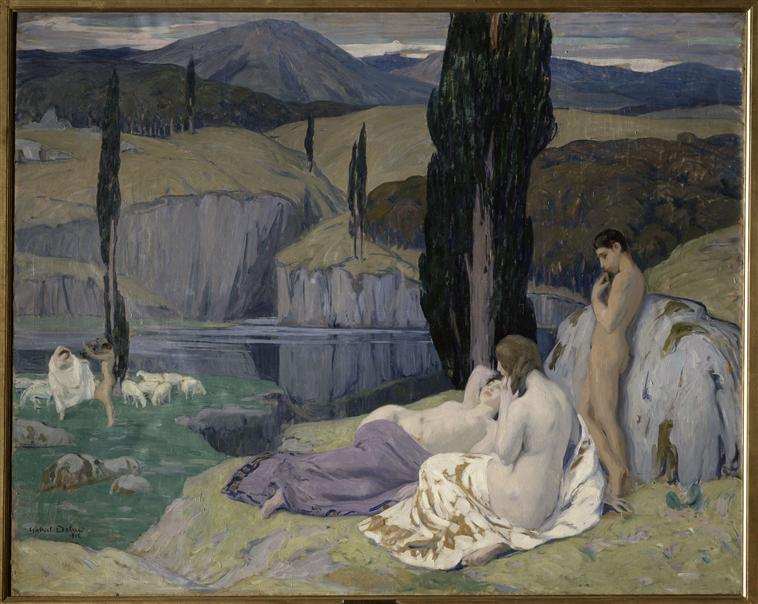
Il Lago
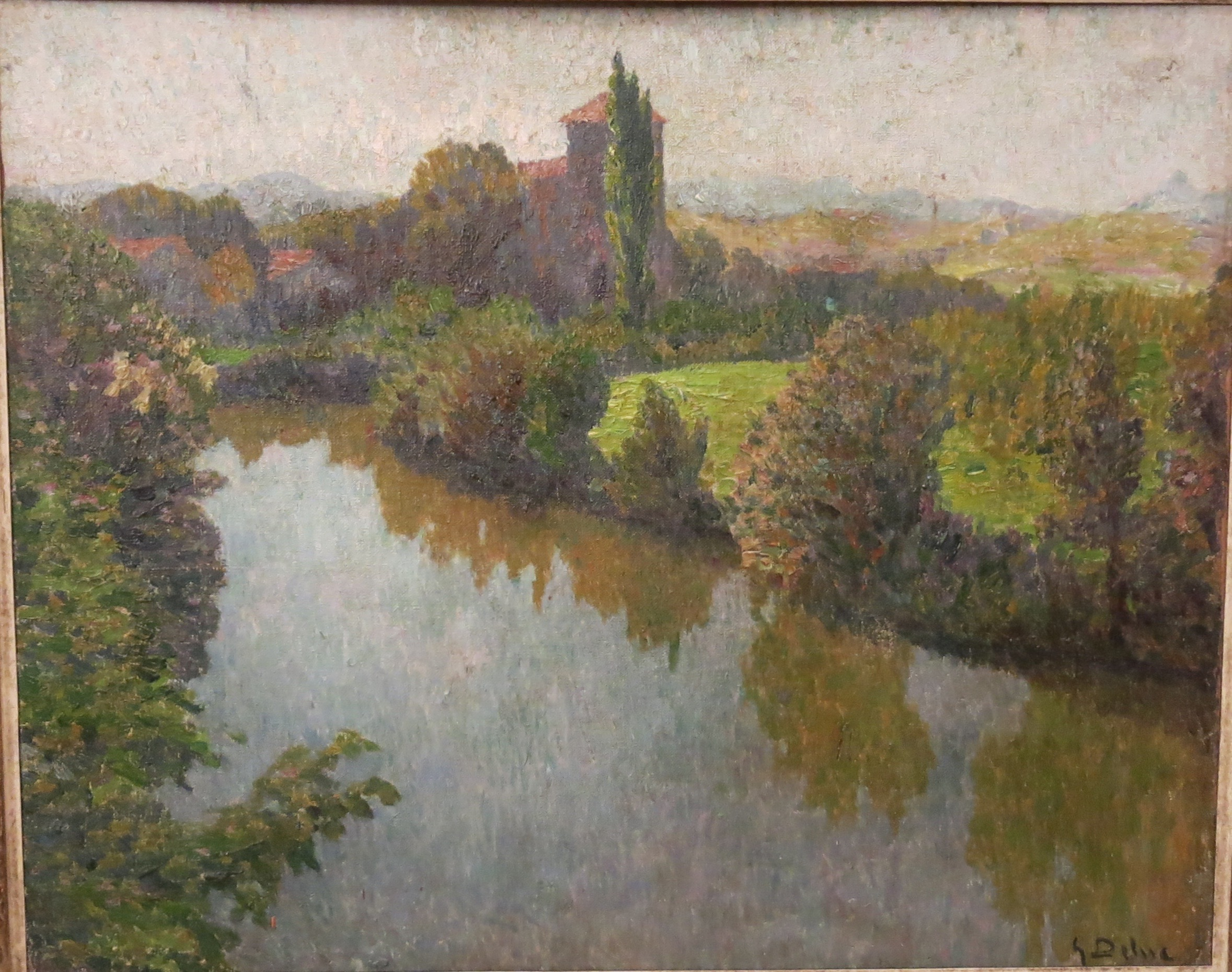
St Pée sur Nivelle

## Mostre
- "Exposition Gabriel Deluc", Galleria Devambez, boulevard Malesherbes, dal 16 al 30 aprile 1913 (testo del catalogo di Gabriel Mourey).
- "Retrospettiva di Gabriel Deluc", Museo di Ducontenia a Saint-Jean-de-Luz, 28 luglio 1934.
- "Gabriel Deluc, peintre luzien et héros de la Grande Guerre", Museo di Guéthary, dal 4 luglio al 3 settembre 2016.
- "Autour de Gabriel Deluc, peintre basque (1883-1916)", presso la Villa Ducontenia e Rotonda de "La Pergola" a Saint-Jean-de-Luz, dal 1 luglio al 20 agosto 2017.

## Bibliografia

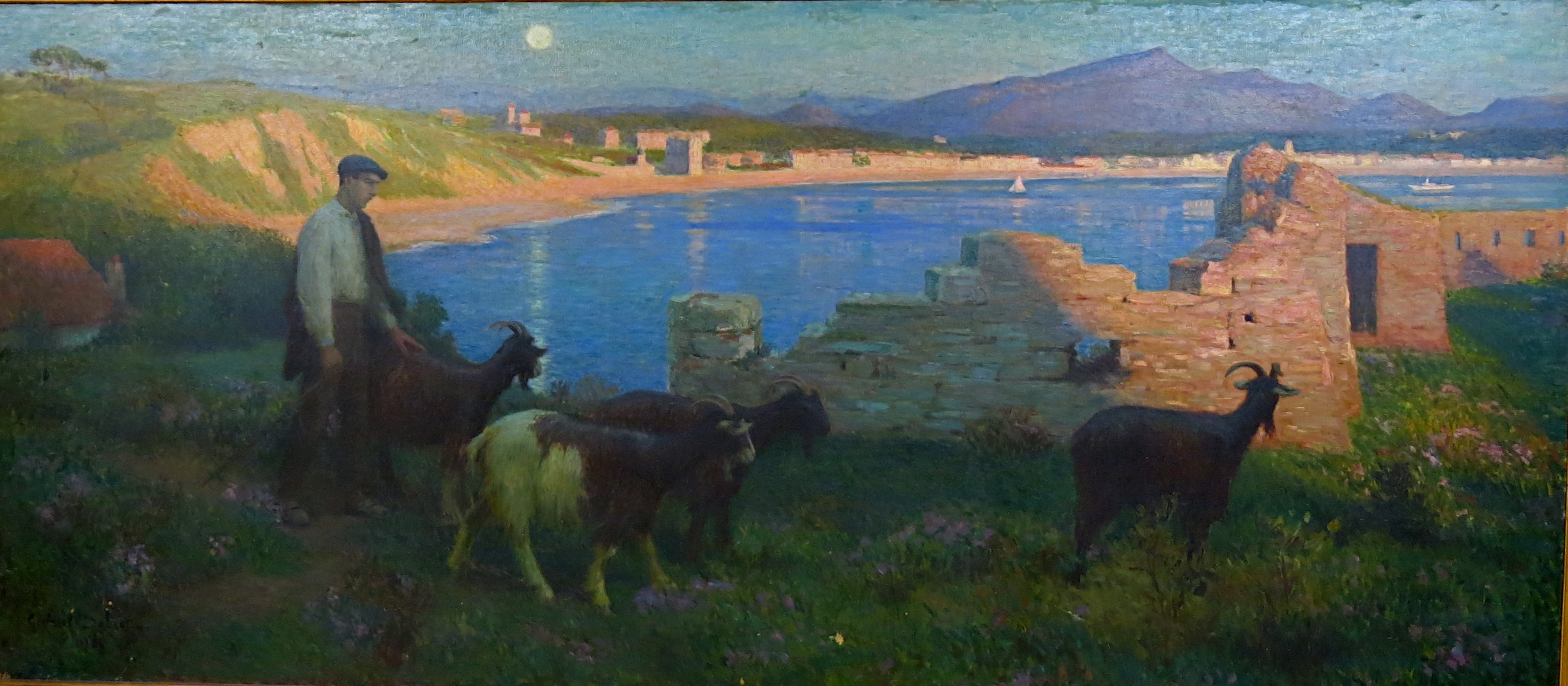
Il guardiano di capre
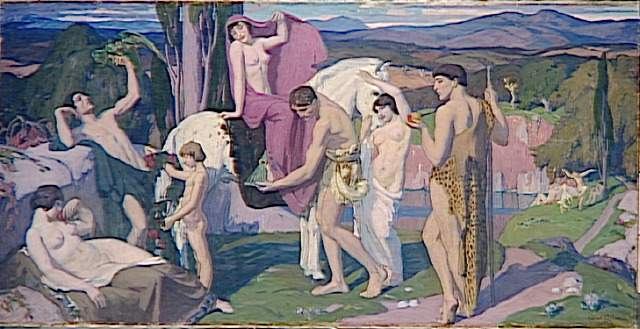
Giovinezza